# Козлов, Евгений Григорьевич
Евгений Григорьевич Козлов  (3 января 1933, Наро-Фоминск, Московская область, РСФСР — 12 июля 2016, Уфа, Башкортостан, Российская Федерация) — советский и российский тренер по горнолыжному спорту, заслуженный тренер РСФСР.

## Биография
В 1964 г. окончил Уфимский авиационный институт.
С 1957 г. — тренер по горным лыжам ДСО «Урожай», с 1959 г. — Школы высшего спортивного мастерства Башкирской АССР, в 1961—1971 гг. — ДСО «Труд», с 1977 г. — СДЮШОР ДСО «Зенит», в 1987—1994 гг. — Башкирского совета ФСО профсоюзов, одновременно в 1988—1989 гг. — тренер сборной команды СССР по фристайлу.
Среди воспитанников серебряный призер зимних олимпийских игр в Альбервиле (1992) Светлана Гладышева, чемпион мира среди юниоров, участник Олимпийских игр Константин Чистяков, а также 15 мастеров спорта СССР.
Судья всесоюзной категории по горнолыжному спорту (1973).
Жена — заслуженный тренер РСФСР Татьяна Николаевна Козлова.

## Награды и звания
Заслуженный тренер РСФСР (1989). В 1989 г. был удостоен звания «Лучший тренер РСФСР».